# اندماج لفظي
الاندماج تغير لفظي يأتي بإدماج الصوت في الصوت واتحادهما في الصفة.

## أمثلة

### عربية
- الإدغام: عن ما > عما،[1] ويحذف الآخر في السؤال فيقال «عم؟»